# Al-Aziz Uthman
Al-Malik Al-Aziz Osman bin Salahadin Yusuf (1171 - 29 tháng 11 năm 1198) là quốc vương Hồi giáo Ayyubid thứ hai Sultan của Ai Cập. Ông là con trai thứ hai của Saladin. 
Trước khi qua đời, Saladin đã chia lãnh địa của mình cho những thân nhân của mình: Al-Afdal nhận Palestine và Syria, Al-Aziz đã được cai trị Ai Cập, Al-Zahir nhận được Aleppo, Al-Adil nhận được Karak và Shawbak, và Turan-Shah giữ Yemen. Tuy nhiên, xung đột đã sớm bùng nổ, và Al-Adil trở thành người cai trị không thể tranh cãi của Syria, Thượng Lưỡng Hà, Ai Cập, và Ả Rập. Al-Aziz Uthman kế vị cha mình và cai trị giữa giai đoạn từ năm 1193 đến năm 1198.